# Zilog Z80

Процессор Z0840004PSC производства Zilog на плате компьютера Daewoo CPC-300E

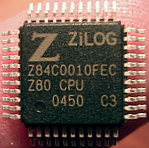
Z80 в корпусе QFP

Zilog Z80 — 8-разрядный микропроцессор, разработанный фирмой Zilog и производившийся с 1976 года. Широко использовался в персональных компьютерах, во встраиваемых и военных системах. Z80 вместе с 6502 были доминирующими ЦПУ на рынке 8-разрядных компьютеров с середины 1970-х до середины 1980-х годов. Z80 и его наследники — одни из наиболее распространённых семейств микропроцессоров.
Zilog предоставляла лицензии на ядро процессора, что позволяло другим компаниям производить совместимые аналоги. Некоторые компании производили аналоги, не имея официальной лицензии (в основном, в Восточной Европе). В результате Zilog выпустила менее 50 % от всех произведённых Z80.
В апреле 2024 года Zilog объявила о прекращении производства процессоров Z80, и заказы на него перестанут приниматься после 14 июня 2024 года.

## Обзор

Архитектура процессора Z80

После ухода из Intel Федерико Фаджин основал компанию Zilog. К проекту присоединились Ральф Уингерманн (инженер из Intel) и Масатоси Сима (японский инженер, один из создателей Intel 4004). Команда Фаджина сразу же принялась за разработку нового процессора, взяв за основу Intel 8080, выпущенный незадолго перед этим. Новый CPU создавался бинарно совместимым с 8080, так что код для этого процессора мог работать на новом процессоре, в том числе и операционная система CP/M.
Z80 имел ряд улучшений по сравнению с 8080:
- расширенный набор команд, включая побитовые операции, блочное копирование, блочный ввод-вывод, инструкции поиска
- новые регистры IX и IY, R, I и инструкции для них
- два блока рабочих регистров, между которыми можно быстро переключаться, например, для быстрой реакции на прерывания
- новые режимы прерываний (делающие ненужным применение контроллера прерываний 8259)
- встроенный системный контроллер, делающий ненужным использование внешнего (как у 8080)
- работа от одного источника питания
- встроенная схема регенерации динамической памяти
- меньшее количество микросхем обрамления, в итоге — меньшая цена полнофункциональной МП-системы (хотя сам процессор дороже, чем 8080)

В несколько раз большее, чем обычно у 8-разрядных процессоров, число регистров (РОН) позволяло строить на Z80 микроконтроллеры вообще без ОЗУ, используя «альтернативные» регистры для оперативного хранения данных (потому на Z80 легко писать тесты ОЗУ, а как примеры изделий на Z80 без ОЗУ можно упомянуть часы с развитым функционалом и контроллеры клавиатуры).
Первые опытные образцы кристаллов Z80 датированы 23 неделей 1976 года (первая половина июня). Первые модели Z80 имели предельную тактовую частоту в 2,5 МГц, к 1981 году максимальная частота была доведена до 8 МГц, с середины 1990-х годов выпускаются КМОП-версии с частотным рядом 8, 10 и 20 МГц. Хотя (чтобы встроенный преобразователь напряжения подложки нормально работал) считается, что минимальный такт не должен быть ниже сотен килогерц, но в реальности Z80 работает при такте всего 2 КГц (это известный метод отладки), а для КМОП-версий такт может быть доведён до нуля без потери данных.
Z80 получил развитие в виде совместимых (в основном) с ним процессоров: Z180, Z800, Z280, Z380 и eZ80. Помимо Zilog, другие компании тоже выпускали процессоры, частично совместимые с Z80, например ASCII R800.

## Технические характеристики
- Дата анонса: июль 1976 года

Схема распиновки

- Максимальная тактовая частота: 2,5—8 МГц; КМОП-версии до 20 МГц
- Разрядность регистров: 8 бит
- Разрядность шины данных: 8 бит
- Разрядность шины адреса: 16 бит
- Объём адресуемой памяти: 64 Кбайт
- Количество транзисторов: 8500
- Техпроцесс: 3000 нм (3 мкм)
- Размер кристалла: 4,6 на 4,9 мм; площадь — 22,54 мм²
- Напряжение питания: +5 В
- Корпус: 40-контактный керамический или пластмассовый DIP, 44-контактный PLCC и PQFP

Варианты Z80:
- Z80 — 2,5 МГц
- Z80A — 4 МГц
- Z80B — 6 МГц
- Z80H — 8 МГц
- Z840020 — 20 МГц

## Сопроцессоры
Для увеличения производительности Z80, не имеющего, как и i8080, команд целочисленного деления и умножения, а также команд для работы над числами с плавающей запятой, иногда использовались сопроцессоры.

### am9511 и am9512
В 1979 году фирма AMD разработала пригодный и для Z80 арифметический сопроцессор am9511 (трёхмикронная технология, 32-разрядная математика, включая вычисления с плавающей запятой над числами в формате 23+7), а год спустя к нему добавился am9512, расширяющий функциональные возможности и добавляющий операции над 64-разрядными числами. Процессоры были основаны на 16-разрядном ALU, использовали обратную польскую нотацию и стек глубиной в четыре шага.
При использовании комплекта производительность компьютера на математических вычислениях вырастала вчетверо по сравнению с программными вычислениями на Z80. Умножение двух 32-разрядных чисел занимало около двухсот циклов, 64-разрядных — до 1800 циклов.
Комплект использовался в некоторых S-100 CP/M системах, в частности, в компьютерах фирмы NorthStar.

### National Semiconductor MM57109N
В 1979 году британская фирма Powertran выпустила компьютер PSI Comp 80, где совместно с Z80 использовался математический сопроцессор National Semiconductor MM57109N из семейства COP4xx.

## Микропроцессорный комплект
Помимо процессора Z80, к нему существуют микросхемы поддержки:
- Z80PIO (Parallel Input Output) — интерфейс параллельного ввода-вывода, два независимых двухсторонних канала, корпуса DIP40, PLCC44 и PQFP44.
- Z80CTC (Counter Timer Circuit) — Z0843004, Z0843006, Z84C3006, Z84C3008, Z84C3010 — счётчик/таймер, четыре независимых канала, корпуса DIP28, PLCC44 и PQFP44.
- Z80SIO (Serial Input Output) — USART интерфейс последовательного ввода-вывода, двухканальный, многофункциональный, поддерживает как синхронный/асинхронный байт-ориентированный протокол IBM Bisync, так и бит-ориентированные синхронные HDLC и IBM SDLC; поддерживается CRC-контроль; корпуса DIP40, PLCC44 и PQFP44.
- Z80DMA (Direct Memory Access) — контроллер прямого доступа к памяти, одноканальный, корпуса DIP40, PLCC44 и PQFP44
- Z80DART (Dual Asynchronous Receiver/Transmitter) — UART двухканальный асинхронный приёмопередатчик.

## Советские и постсоветские аналоги

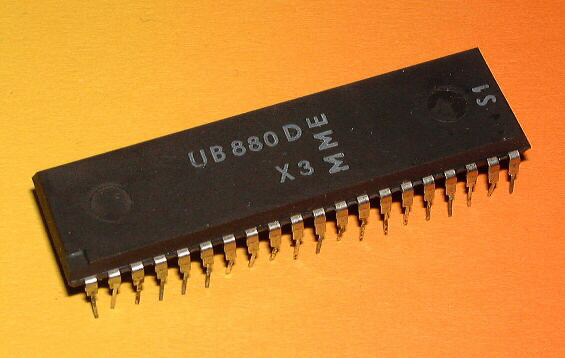
UB880D — полный немецкий аналог Z80, изготовленный по n-MOS технологии (2,5 МГц)

На нескольких заводах был налажен выпуск аналогов Z80: Т34ВМ1, КР1858ВМ1. Некоторые заводы занимались только корпусированием готовых кристаллов, например тайваньских или немецких U880.

## Использование
- Компьютеры, как домашнего, так и бизнес-применения:
  - Sinclair ZX80, ZX81, ZX Spectrum а также совместимые с ним компьютеры;
  - SAM Coupé
  - Amstrad CPC, PCW
  - Компьютеры стандарта MSX
  - TRS-80
  - NEC PC-8801
  - Sharp X1, MZ
  - Sega SC-3000
  - Memotech MTX
  - Tatung Einstein
  - Coleco Adam
  - Enterprise 128, Enterprise 64
  - Sord M5
  - Robotron 1715, A 5120, KC 85, KC 87
  - Osborne 1
  - Cambridge Z88
  - Правец 8М (ИМКО-2М) (как вспомогательный)
  - Galaksija
  - Jupiter ACE
  - Micro-Professor MPF-I
  - Многие компьютеры на CP/M
  - Commodore 128 (как вторичный ЦПУ)
  - Некоторые компьютеры имели расширение с Z80 для CP/M: Apple II, BBC Micro, и др.
- Игровые приставки:
  - ColecoVision
  - Sega SG-1000
  - Sega Master System
  - Sega Mega Drive (как вспомогательный)
  - Neo Geo (как вспомогательный)
- Портативные игровые консоли:
  - Game Boy
  - Game Gear
  - Sega Nomad (как вспомогательный)
  - Game Boy Color
  - Game Boy Advance (как вспомогательный)
- Игровые автоматы, в качестве центрального либо звукового процессора
- Контроллеры жёстких дисков
- Модемы
- Калькуляторы Texas Instruments серий: TI-73, TI-81, TI-82, TI-83, TI-84, TI-85, TI-86
- Принтеры, например Robotron CM6329M
- Факсы
- Копировальные аппараты
- Алкотестеры
- Терминалы для банковских карт, кассовые аппараты
- Телефоны с АОН, продававшиеся в СССР и СНГ в 1990-х
- Промышленные роботы
- Электронное музыкальное оборудование
- Медицинское, лабораторное и измерительное оборудование
- Управляющие системы военного назначения